# Pseudomysidia pallida
Pseudomysidia pallida är en insektsart som beskrevs av Broomfield 1985. Pseudomysidia pallida ingår i släktet Pseudomysidia och familjen Derbidae. Inga underarter finns listade i Catalogue of Life.